# 1932. évi téli olimpiai játékok
Az 1932. évi téli olimpiai játékok, hivatalos nevén a III. téli olimpiai játékok egy több sportot magába foglaló nemzetközi sportesemény volt, melyet 1932. február 4. és február 15. között rendeztek meg Lake Placidben (New York állam, Egyesült Államok).
A világgazdasági válság miatt a versenyek megrendezése is nehézséget okozott a házigazdáknak, a részt vevő országoknak pedig a versenyzők kiküldésének költségei okoztak gondot.

## Fontosabb események
- Az olimpiát New York kormányzója, Franklin Delano Roosevelt nyitotta meg, aki még ebben az évben az Amerikai Egyesült Államok elnöke lett.
- Irving Jaffee megnyerte a gyorskorcsolya 5000 és 10 000 méteres versenyszámait, ezzel megdöntve a korábbi csúcstartó, Ivar Ballangrud rekordját 5 yarddal. 500 és 1500 méteren az olimpiai esküt elmondó John Amos Shea nyert.
- A jégkorongtornán mindössze négy csapat indult, a kétfordulós versenyt Kanada nyerte, ezúttal igen keservesen az Egyesült Államok ellen. Az első mérkőzésen 2-1 nyertek, a második találkozó 2-2-re végződött a háromszori hosszabbítás ellenére.
- A négyesbobban nyertes amerikai csapat tagja volt Edward Eagan az 1920-as nyári olimpia félnehézsúlyú ökölvívó bajnoka. Az utolsó két futamot az enyhe időjárás miatt csak a záróünnepély után egy nappal tartották.
- A magyar Rotter Emília–Szollás László műkorcsolyapáros bronzérmes lett.
- Az éremtáblázat első helyén az Egyesült Államok végzett 6 arany-, 4 ezüst- és 2 bronzéremmel – összesen 12 medál megnyerésével.

## Főbb helyszínek
- Intervales Ski-Hill - Síugrás, északi összetett
- Lake Placid - Sífutás, északi összetett
- Mt. Van Hoevenberg Olympic Bobsled Run - Bobpálya
- Olympic Arena - Műkorcsolya, jégkorong
- Olympic Stadium - Jégkorong, gyorskorcsolya

## Versenyszámok
| Sportág / Szakág  | Versenyszámok száma | Versenyszámok száma | Versenyszámok száma | Versenyszámok száma |
| Sportág / Szakág  | Férfi               | Női                 | Vegyes              | Összes              |
| ----------------- | ------------------- | ------------------- | ------------------- | ------------------- |
| Bob               | 2                   | 0                   | 0                   | 2                   |
| Északi összetett  | 1                   | 0                   | 0                   | 1                   |
| Gyorskorcsolyázás | 4                   | 0                   | 0                   | 4                   |
| Jégkorong         | 1                   | 0                   | 0                   | 1                   |
| Műkorcsolya       | 1                   | 1                   | 1                   | 3                   |
| Sífutás           | 2                   | 0                   | 0                   | 2                   |
| Síugrás           | 1                   | 0                   | 0                   | 1                   |
| Összesen          | 12                  | 1                   | 1                   | 14                  |

### Bemutató sportágak
- Curling
- Kutyaszánhúzás
- Gyorskorcsolya (női)

## Menetrend
| ● | Megnyitó ünnepség | ● | Versenynap | ● | Döntő(k) | ● | Záró ünnepség |

| Február             | 4 | 5 | 6 | 7 | 8 | 9 | 10 | 11 | 12 | 13 | 14 | 15 | Összesen |
| ------------------- | - | - | - | - | - | - | -- | -- | -- | -- | -- | -- | -------- |
| Ünnepségek          | ● |   |   |   |   |   |    |    |    |    |    | ●  |          |
| Bob                 |   |   |   |   |   | 1 |    |    |    |    |    | 1  | 2        |
| Északi összetett    |   |   |   |   |   |   |    | 1  |    |    |    |    | 1        |
| Gyorskorcsolya      | 2 | 1 |   |   | 1 |   |    |    |    |    |    |    | 4        |
| Jégkorong           |   |   |   |   |   |   |    |    |    | 1  |    |    | 1        |
| Műkorcsolya         |   |   |   |   |   | 1 | 1  |    | 1  |    |    |    | 3        |
| Sífutás             |   |   |   |   |   |   | 1  |    |    | 1  |    |    | 2        |
| Síugrás             |   |   |   |   |   |   |    |    | 1  |    |    |    | 1        |
| Összes aznapi döntő | 2 | 1 | 0 | 0 | 1 | 2 | 2  | 1  | 2  | 2  | 0  | 1  | 14       |
| Összesítés          | 2 | 3 | 3 | 3 | 4 | 6 | 8  | 9  | 11 | 13 | 13 | 14 |          |
| Február             | 4 | 5 | 6 | 7 | 8 | 9 | 10 | 11 | 12 | 13 | 14 | 15 | Összesen |

## Részt vevő nemzetek
Ezen az olimpián az előző, 1928-as 25-tel szemben csak 17 nemzet sportolói vettek részt. Argentína, Észtország, Hollandia, Jugoszlávia, Lettország, Litvánia, Luxemburg és Mexikó nem küldött sportolókat erre a sportünnepre.
- Ausztria (AUT) (7 – 6 férfi, 1 nő)
- Belgium (BEL) (5 – 4 férfi, 1 nő)
- Csehszlovákia (TCH) (6 – 6 férfi)
- Egyesült Államok (USA) (64 – 58 férfi, 6 nő)
- Finnország (FIN) (7 – 7 férfi)
- Franciaország (FRA) (8 – 7 férfi, 1 nő)
- Japán (JPN) (16 – 16 férfi)
- Kanada (CAN) (42 – 38 férfi, 4 nő)
- Lengyelország (POL) (15 – 15 férfi)
- Magyarország (HUN) (4 – 2 férfi, 2 nő)
- Nagy-Britannia (GBR) (4 – 4 nő)
- Németország (GER) (20 – 20 férfi)
- Norvégia (NOR) (19 – 18 férfi, 1 nő)
- Olaszország (ITA) (12 – 12 férfi)
- Románia (ROU) (4 – 4 férfi)
- Svédország (SWE) (12 – 11 férfi, 1 nő)
- Svájc (SUI) (7 – 7 férfi)

## Éremtáblázat
| Az 1932. évi téli olimpiai játékok éremtáblázata | Az 1932. évi téli olimpiai játékok éremtáblázata | Az 1932. évi téli olimpiai játékok éremtáblázata | Az 1932. évi téli olimpiai játékok éremtáblázata | Az 1932. évi téli olimpiai játékok éremtáblázata | Olimpia  |
| ------------------------------------------------ | ------------------------------------------------ | ------------------------------------------------ | ------------------------------------------------ | ------------------------------------------------ | -------- |
|                                                  | Ország                                           | Arany                                            | Ezüst                                            | Bronz                                            | Összesen |
| 1.                                               | Egyesült Államok (USA)                           | 6                                                | 4                                                | 2                                                | 12       |
| 2.                                               | Norvégia (NOR)                                   | 3                                                | 4                                                | 3                                                | 10       |
| 3.                                               | Kanada (CAN)                                     | 1                                                | 1                                                | 5                                                | 7        |
| 4.                                               | Svédország (SWE)                                 | 1                                                | 2                                                | 0                                                | 3        |
| 5.                                               | Finnország (FIN)                                 | 1                                                | 1                                                | 1                                                | 3        |
| 6.                                               | Ausztria (AUT)                                   | 1                                                | 1                                                | 0                                                | 2        |
| 7.                                               | Franciaország (FRA)                              | 1                                                | 0                                                | 0                                                | 1        |
| 8.                                               | Svájc (SUI)                                      | 0                                                | 1                                                | 0                                                | 1        |
| 9.                                               | Németország (GER)                                | 0                                                | 0                                                | 2                                                | 2        |
| 10.                                              | Magyarország (HUN)                               | 0                                                | 0                                                | 1                                                | 1        |
|                                                  |                                                  |                                                  |                                                  |                                                  |          |
| Összesen                                         | Összesen                                         | 14                                               | 14                                               | 14                                               | 42       |